# Jorge Rojas Giraldo
Jorge Eduardo Rojas Giraldo (Manizales, Caldas; 1972) es un político e ingeniero civil colombiano. Ha sido secretario de obras públicas, concejal y alcalde de la ciudad de Manizales. En 2016 fue nombrado por el entonces Presidente de la República, Juan Manuel Santos, como Ministro de Transporte. Desde el 1 de enero de 2024 se desempeña como alcalde de Manizales.

## Biografía
Es un ingeniero Civil de la Universidad Javeriana de Bogotá, con especialización en Desarrollo Gerencial de la Universidad Autónoma de Manizales, experto en Gestión del Riesgo. Previo a sus estudios universitarios se formó durante dos años en la Escuela Militar de Cadetes, José María Córdoba.

## Trayectoria pública
Fue elegido alcalde de Manizales en el periodo 2012 - 2015, cuando derrotó a José Fernando Mancera Tabares; en esa ocasión contó con el apoyo del Partido de la U y el Partido Conservador además fue concejal de la ciudad entre el 2003 - 2005. A su vez se desempeñó como secretario de Obras Públicas en dos administraciones, gerente Técnico de la Empresa Metropolitana de Aseo - EMAS, y asesor de la secretaría de Planeación en temas de ordenamiento territorial.

### Ministro de Transporte
El presidente de la República, Juan Manuel Santos, el 25 de abril de 2016 lo nombró como ministro de Transporte.